# Mychajło Starostiak
Mychajło Wołodymyrowycz Starostiak, ukr. Михайло Володимирович Старостяк, ros. Михаил Владимирович Старостяк, Michaił Władimirowicz Starostiak (ur. 13 października 1973 we wsi Hrusiatycze, w obwodzie lwowskim) – ukraiński piłkarz, grający na pozycji obrońcy, reprezentant Ukrainy.

## Kariera piłkarska

### Kariera klubowa
W 1992 rozpoczął karierę piłkarską w drużynie Łysonia Brzeżany, skąd trafił do drugoligowego klubu Prykarpattia Iwano-Frankowsk. W 1995 został zaproszony do Szachtara Donieck, z którym odnosił największe sukcesy. Latem 2004 został sprzedany do rosyjskiego Szynnika Jarosław. W latach 2005–2006 występował w klubie Krywbas Krzywy Róg. Od 2007 bronił barw Simurq Zaqatala. W czerwcu 2009 ogłosił o zakończeniu kariery piłkarskiej.

### Kariera reprezentacyjna
23 marca 1997 zadebiutował w reprezentacji Ukrainy w spotkaniu towarzyskim z Mołdawią wygranym 1:0. Łącznie zaliczył 17 gier reprezentacyjnych.

## Sukcesy i odznaczenia

### Sukcesy klubowe
- mistrz Ukrainy: 2002
- wicemistrz Ukrainy: 1997, 1998, 1999, 2000, 2001, 2003, 2004
- brązowy medalista Mistrzostw Azerbejdżanu: 2009
- zdobywca Pucharu Ukrainy: 1997, 2001, 2002, 2004
- finalista Pucharu Ukrainy: 2003

### Sukcesy indywidualne
- wybrany do listy 33 najlepszych piłkarzy roku na Ukrainie: 1999, 2000, 2001, 2002, 2004

### Odznaczenia
- tytuł Mistrza Sportu Klasy Międzynarodowej: 2005[1]
- Medal "Za pracę i zwycięstwo": 2006[2]